# Hóquei sobre a grama nos Jogos Olímpicos de Verão de 1980
O torneio de hóquei sobre a grama nos Jogos Olímpicos de Verão de 1980 foi disputado em Moscou, ex-União Soviética. Pela primeira vez na história, foi realizado um torneio feminino de hóquei. Junto ao torneio masculino, as partidas foram realizadas em dois estádios: na Arena Menor do Estádio Dynamo e no Estádio Jovens Pioneiros.

## Masculino
| Ouro | Prata | Bronze |
| Índia Allan Schofield Bir Bhadur Chettri Sylvanus Dung Dung Rajinder Singh Davinder Singh Gurmail Singh Ravinder Pal Singh Vasudevan Baskaran Sommayya Maneypande Maharaj Krishan Kaushik Charanjit Kumar Merwyn Fernandes Amarjit Singh Rana Mohamed Shahid Zafar Iqbal Surinder Singh Sodhi | Espanha Juan Amat Juan Arbós Jaime Arbós Javier Cabot Ricardo Cabot Miguel Chaves Juan Coghen Miguel de Paz Francisco Fábregas José Garcia Rafael Garralda Santiago Malgosa Paulino Monsalve Juan Pellón Carlos Roca Jaime Zumalacárregui | União Soviética Vladimir Pleshakov Viacheslav Lampeev Leonid Pavlovski Sos Airapetian Farit Zigangirov Valeri Belyakov Sergei Klevtsov Oleg Zagorodnev Aleksandr Gusev Sergei Pleshakov Mikhail Nichepurenko Minneula Azizov Aleksandr Sychyov Aleksandr Miasnikov Viktor Deputatov Aleksandr Goncharov |

### Primeira fase
Na primeira fase, todas as equipes se enfrentam em jogo único. As equipes 1º e 2º colocadas disputam a medalha de ouro, as colocadas entre 3º e 4º disputam o bronze e as equipes que terminarem a fase em 5º e 6º lugares disputam o quinto lugar geral.

#### Grupo único
| Equipe          | Pts | J | V | E | D | GP | GC |
| --------------- | --- | - | - | - | - | -- | -- |
| Espanha         | 9   | 5 | 4 | 1 | 0 | 33 | 3  |
| Índia           | 8   | 5 | 3 | 2 | 0 | 39 | 6  |
| União Soviética | 6   | 5 | 3 | 0 | 2 | 30 | 11 |
| Polônia         | 5   | 5 | 2 | 1 | 2 | 19 | 15 |
| Cuba            | 2   | 5 | 1 | 0 | 4 | 7  | 42 |
| Tanzânia        | 0   | 5 | 0 | 0 | 5 | 3  | 54 |

| 20 de julho     |      |                 |
| Polônia         | 7–1  | Cuba            |
| Índia           | 18–0 | Tanzânia        |
| Espanha         | 2–1  | União Soviética |
| 21 de julho     |      |                 |
| União Soviética | 11–2 | Cuba            |
| Espanha         | 12–0 | Tanzânia        |
| Índia           | 2–2  | Polônia         |
| 23 de julho     |      |                 |
| Cuba            | 4–0  | Tanzânia        |
| Índia           | 2–2  | Espanha         |
| União Soviética | 5–1  | Polônia         |
| 24 de julho     |      |                 |
| Índia           | 13–0 | Cuba            |
| Espanha         | 6–0  | Polônia         |
| União Soviética | 11–2 | Tanzânia        |
| 26 de julho     |      |                 |
| Polônia         | 9–1  | Tanzânia        |
| Índia           | 4–2  | União Soviética |
| Espanha         | 11–0 | Cuba            |

### Disputa pelo 5º lugar
| 27 de agosto |     |      |
| Tanzânia     | 1–4 | Cuba |

### Disputa pelo bronze
| 27 de agosto    |     |         |
| União Soviética | 2–1 | Polônia |

### Final
| 27 de agosto |     |         |
| Índia        | 4–3 | Espanha |

### Classificação final
| Pos. | Equipe          |
| ---- | --------------- |
|      | Índia           |
|      | Espanha         |
|      | União Soviética |
| 4    | Polónia         |
| 5    | Cuba            |
| 6    | Tanzânia        |

## Feminino
| Ouro | Prata | Bronze |
| Zimbábue Sarah English Maureen George Ann Grant Susan Huggett Patricia McKillop Brenda Phillips Christine Prinsloo Sonia Robertson Anthea Stewart Helen Volk Linda Watson Elizabeth Chase Sandra Chick Gillian Cowley Patricia Davies | Checoslováquia Milada Blazková Jirina Cermáková Jirina Hájková Berta Hrubá Ida Hubácková Jirina Kadlecová Jarmila Králícková Jirina Krízová Alena Kyselicová Jana Lahodová Kvetoslava Petrícková Viera Podhányiová Iveta Srámková Marie Sykorová Marta Urbanová Lenka Vymazalová | União Soviética Valentina Zazdravnykh Tatyana Shvyganova Galina Vyuzhanina Tatyana Yembakhtova Alina Kham Natella Krasnikova Nadezhda Ovechkina Nelli Gorbyatkova Yelena Guryeva Galina Inzhuvatova Nadezhda Filipova Lyudmila Frolova Lidiya Glubokova Leyla Akhmerova Natalya Buzunova Natalya Bykova |

### Fase única
Diferente do torneio masculino, o feminino foi disputado em fase única sem disputa de finais. Ao final de cinco jogos, a equipe com maior quantidade de pontos conquistou o ouro, a segunda colocada ficou com a prata e a equipe que terminou em terceiro lugar levou a medalha de bronze
| Equipe          | Pts | J | V | E | D | GP | GC |
| --------------- | --- | - | - | - | - | -- | -- |
| Zimbábue        | 8   | 5 | 3 | 2 | 0 | 13 | 4  |
| Checoslováquia  | 7   | 5 | 3 | 1 | 1 | 10 | 5  |
| União Soviética | 6   | 5 | 3 | 0 | 2 | 11 | 5  |
| Índia           | 5   | 5 | 2 | 1 | 2 | 9  | 6  |
| Áustria         | 4   | 5 | 2 | 0 | 3 | 6  | 11 |
| Polônia         | 0   | 5 | 0 | 0 | 5 | 0  | 18 |

| 25 de julho     |     |                |
| Polônia         | 0–4 | Zimbábue       |
| Áustria         | 0–2 | Índia          |
| União Soviética | 2–0 | Checoslováquia |
| 27 de julho     |     |                |
| Índia           | 4–0 | Polônia        |
| Zimbábue        | 2–2 | Checolováquia  |
| União Soviética | 0–2 | Áustria        |
| 28 de julho     |     |                |
| Índia           | 1–2 | Checoslováquia |
| Áustria         | 3–0 | Polônia        |
| União Soviética | 0–2 | Zimbábue       |
| 30 de julho     |     |                |
| União Soviética | 6–0 | Polônia        |
| Índia           | 1–1 | Zimbábue       |
| Áustria         | 0–5 | Checoslováquia |
| 31 de julho     |     |                |
| Polônia         | 0–1 | Checoslováquia |
| Áustria         | 1–4 | Zimbábue       |
| União Soviética | 3–1 | Índia          |